# Eufrenchia falcatus
Eufrenchia falcatus är en insektsart som beskrevs av Walker. Eufrenchia falcatus ingår i släktet Eufrenchia och familjen hornstritar. Inga underarter finns listade i Catalogue of Life.